# Mihkel Pärnoja
Mihkel Pärnoja (* 3. Januar 1946 in  Vändra) ist ein ehemaliger estnischer Politiker und Chemiker. Er war von März 1999 bis Oktober 2001 Wirtschaftsminister der Republik Estland.

## Wissenschaft
Mihkel Pärnoja schloss 1964 die Schule in seinem Heimatort Vändra in Mittelestland ab. Bis 1969 studierte er Chemie an der Staatlichen Universität Tartu.
Von 1969 bis 1974 und anschließend von 1977 bis 1992 war er als Wissenschaftler in Tartu beschäftigt. Von 1974 bis 1977 machte er seine Aspirantur. 1981 wurde er Kandidat der Wissenschaften.

## Politik
Kurz vor Wiedererlangung der estnischen Unabhängigkeit von der Sowjetunion trat Mihkel Pärnoja den estnischen Sozialdemokraten bei. 1992 wurde er erstmals in das estnische Parlament (Riigikogu) gewählt. Bis 2003 gehörte er dem Riigikogu als Abgeordneter an.
Vom 25. März 1999 bis zum 5. Oktober 2001 war Mihkel Pärnoja Wirtschaftsminister der Republik Estland in der Koalitionsregierung von Ministerpräsident Mart Laar. Er gab Ende September 2001 aus persönlichen Gründen den Rücktritt von seinem Ministeramt bekannt und kehrte als sozialdemokratischer Abgeordneter ins Parlament zurück.
Seit seinem Ausscheiden aus der aktiven Politik 2003 ist Pärnoja erneut an der Universität Tartu tätig. Im Oktober 2020 wurde er zum Verwaltungsdirektor der Universität ernannt.

## Privatleben
Mihkel Pärnoja hat drei erwachsene Töchter. Er spielt in mehreren Orchestern Trompete.